# Blokada Strefy Gazy
Blokada Strefy Gazy – blokada lądowa, morska i powietrzna nałożona w 2007 roku przez Izrael i Egipt po przejęciu władzy w Strefie Gazy przez Hamas w wyniku tzw. bitwy o Gazę.

## Tło historyczne
Mur otaczający Strefę Gazy został wybudowany przez władze izraelskie w latach 1994–2005, zgodnie z ustaleniami porozumień z Oslo. Istnieją cztery przejścia graniczne z Izraelem: Kerem Szalom, Karni, Erez i Sufa. Wszystkie towary importowane do Gazy i eksportowane z niej są kontrolowane przez pograniczników na jednym z przejść.
Istnieje też przejście graniczne Rafah łączące Gazę z Egiptem, obsługujące wyłącznie ruch pieszy. Służbę pełnią tam pogranicznicy Autonomii Palestyńskiej i Unii Europejskiej w ramach misji EUBAM Rafah.
W lutym 2005 roku Kneset uchwalił bez konsultacji ze stroną palestyńską ustawę o zmniejszeniu zaangażowania w Gazie, po czym wojska izraelskie wycofały się ze Strefy Gazy i przekazały kontrolę polityczną nad nią władzom Autonomii Palestyńskiej. Od tamtego czasu Palestyna składa się z dwóch niepołączonych ze sobą części, przedzielonych pasmem terytorium Izraela: Zachodniego Brzegu i Strefy Gazy.
25 stycznia 2006 roku Hamas, palestyńska organizacja polityczno-militarna, uzyskał większość 74 mandatów w wyborach do liczącej 132 miejsca Rady Legislacyjnej Autonomii Palestyńskiej, wygrywając z umiarkowaną partią Fatah.
Hamas odmówił akceptacji dotychczasowych warunków pokoju ustalonych z izraelskimi władzami przez wcześniejsze rządy Autonomii Palestyńskiej i aprobowanych przez tzw. Kwartet madrycki. W odpowiedzi, władze izraelskie zażądały: uznania państwowości Izraela, zaprzestania działań militarnych i przyjęcia wcześniejszych ustaleń pokojowych rządów palestyńskiego i izraelskiego. Kierownictwo Hamasu nie zgodziło się, wobec czego Izrael zamknął kanały dyplomatyczne z Palestyną, doprowadził do nałożenia sankcji gospodarczych i zaprzestania wydawania pomocy humanitarnej przez państwa Kwartetu madryckiego.
W marcu 2007 roku Hamas i Fatah utworzyły koalicyjny rząd jedności w Autonomii Palestyńskiej. W czerwcu działacze Hamasu przejęli zbrojnie kontrolę nad całą Strefą Gazy w tzw. bitwie o Gazę. Urzędnicy i działacze związani z Fatahem zostali wydaleni do Zachodniego Brzegu i zastąpieni członkami Hamasu. W reakcji na te zdarzenia, Izrael i Egipt zamknęły wszystkie przejścia graniczne ze Strefą Gazy, rozpoczynając trwającą do dziś blokadę. Jednocześnie wznowiono stosunki dyplomatyczne i wydawanie pomocy humanitarnej rządowi Zachodniego Brzegu z partii Fatah.

## Przebieg
22 stycznia 2008 roku, palestyńscy protestujący starli się z egipską policją, żądając otwarcia przejścia granicznego Rafah. Pięćdziesiąt kobiet przekroczyło granicę, policja uruchomiła armatkę wodną. Dzień później, uzbrojeni napastnicy zdetonowali ładunek na granicy egipsko-gazańskiej w okolicy przejścia Rafah. Część muru została uszkodzona. Według szacunków ONZ, co drugi mieszkaniec Gazy przeszedł na stronę egipską w poszukiwaniu jedzenia i innych towarów. Władze Izraela uznały, że Hamas przeprowadził przez nielegalne przejście terrorystów. Egipska policja początkowo zezwoliła mieszkańcom Gazy na przekraczanie granicy. 25 stycznia władze egipskie rozpoczęły naprawę muru, również z pomocą Hamasu. Granica została ponownie zamknięta 3 lutego 2008 roku.
W lutym 2008 roku rząd izraelski formalnie uznał Gazę za „wrogie terytorium” i zdecydował o zaostrzeniu sankcji oraz zmniejszeniu przepływu towarów i ludzi przez przejścia graniczne.

### Wojna w Gazie (2008-2009)

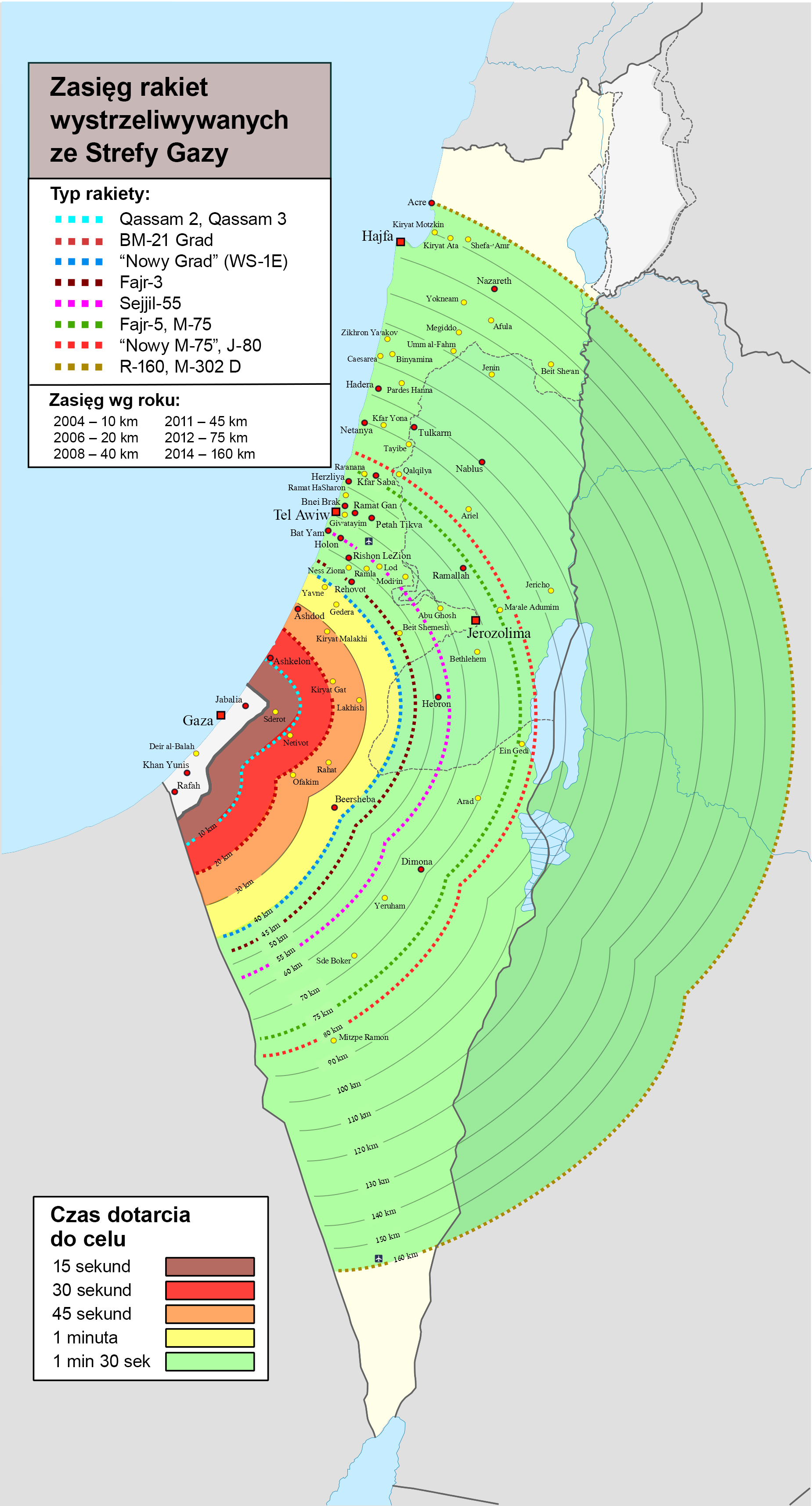
Mapa przedstawiająca zasięg rakiet wystrzeliwywanych ze Strefy Gazy

19 grudnia 2008 roku wygasł rozejm zawarty pomiędzy Hamasem i Izraelem, a Hamas rozpoczął ostrzał terytorium izraelskiego. 27 grudnia 2008 roku wojska izraelskie przeprowadziły ataki lotnicze na ponad 100 celów w Strefie Gazy, w tym obozy treningowe Hamasu, jego kwatery, biura, lecz także budynki cywilne: szkoły, domy i meczety, gdzie zdaniem rządu izraelskiego Hamas składował broń. W odpowiedzi, Hamas nasilił ataki moździerzowe i skierował rakiety na miasta Ber Szewa i Aszdod. 3 stycznia 2009 roku wojsko izraelskie przeprowadziło inwazję lądową Strefy Gazy. 8 stycznia 2009 roku Rada Bezpieczeństwa ONZ wezwała do natychmiastowego zawieszenia broni i wycofania wojsk izraelskich. 18 stycznia podpisano zawieszenie broni. W konflikcie zginęło 14 Izraelczyków i 1350 Palestyńczyków, w tym setki cywili.

### Próby przeprowadzenia pomocy humanitarnej
Po pierwszym etapie wzajemnej agresji, w styczniu 2009 roku, władze izraelskie ogłosiły gotowość na przepuszczenie przez posterunki graniczne pewnej ilości pomocy humanitarnej dla mieszkańców Gazy.
3 lutego 2009 roku, bojownicy Hamasu skonfiskowali 3500 koców i 400 paczek z jedzeniem w punkcie dystrybucyjnym Agendy Narodów Zjednoczonych dla Pomocy Uchodźcom Palestyńskim na Bliskim Wschodzie. Dwa dni później, Hamas skonfiskował 200 ton jedzenia przeznaczonych do wydania mieszkańcom Gazy. W odpowiedzi na to, UNRWA tymczasowo wycofała się ze Strefy Gazy. Hamas w oświadczeniu uznał konfiskaty za nieporozumienie, towary zwrócono, a organizacja ponownie rozpoczęła działanie 9 lutego.
We wspólnym stanowisku opublikowanym w drugą rocznicę ustanowienia blokady 17 czerwca 2009 roku, agenda UNRWA i współpracujące z nią organizacje pozarządowe szacowały, że „do Gazy wpływa jedna czwarta ilości towarów sprzed blokady”, a „duszenie gazańskiej ekonomii doprowadziło do bezprecedensowego poziomu bezrobocia i biedy, a także całkowitej zależności [Gazy] od pomocy humanitarnej”. Podpisani pod oświadczeniem, m.in. Wysoki komisarz NZ ds. praw człowieka i Oxfam, wezwali do dopuszczenia konwojów humanitarnych i zezwolenia na handel z Gazą.
W 2009 roku maj. gen. Amos Gilad zezwolił na import hummusu bez dodatków smakowych (np. orzechów) do Strefy Gazy. Kilka miesięcy wcześniej zniesiono zakaz importu ciecierzycy i innych warzyw, które nie wpływały do Gazy od 2007 roku.

### Incydent z Flotyllą Wolności (2010)
31 maja 2010 roku izraelska marynarka wojenna zaatakowała statki wiozące propalestyńskich działaczy z 37 państw, którzy planowali w ramach akcji Flotylla Wolności przedrzeć się przez blokadę w celu dostarczenia pomocy humanitarnej. Strona izraelska zaproponowała przekierowanie statków do portu w Aszdodzie, lecz działacze odmówili. Dziewięciu pasażerów umarło od ran postrzałowych na jednym ze statków. Strony spierają się co to tego, kto pierwszy zaatakował – aktywiści propalestyńscy twierdzą, że izraelscy komandosi otworzyli ogień przed abordażem, a wojsko izraelskie utrzymuje, że ich żołnierze zostali zaatakowani na pokładzie statku i działali w samoobronie.

### Poprawa stosunków (2010-2013)
Po rewolucji w Egipcie w 2011 roku, tamtejsze władze otworzyły przejście graniczne w Rafah w ruchu bezwizowym dla wszystkich kobiet, a także mężczyzn poniżej 18. i powyżej 40. roku życia. Niektórzy mieszkańcy Gazy nadal krytykowali obostrzenia za zbyt restrykcyjne. W 2012 roku Egipt pozwolił także na przepływ paliwa do Gazy.
W 2013 roku władze izraelskie zezwoliły na import materiałów konstrukcyjnych do Gazy w celu zmniejszenia agresji Hamasu, niezadowolonego z blokady.

### Konflikt izraelsko-palestyński (2014)
W 2014 roku miała miejsce kolejna eskalacja napięcia i zbrojna interwencja wojsk izraelskich w Gazie. Po stronie izraelskiej śmierć poniosło 67 żołnierzy i sześciu cywili. Według różnych danych, zginęło pomiędzy 2125 i 2251 Gazańczyków. Według Amnesty International, bojownicy Hamasu dodatkowo torturowali i zabili 23 Palestyńczyków oskarżonych o „kolaborację ze stroną izraelską”.

## Przepływ ludności i towarów
Według raportów organizacji pozarządowych, towary, których import do Gazy jest zabroniony to m.in. cement, szkło, stal i inne materiały budowlane, a także agregatory prądotwórcze i kable wysokiego napięcia. Ilość importowanych dóbr jest uzależniona od bieżących decyzji władz izraelskich, a przejścia graniczne są często zamykane.
W 2010 roku, w wyniku starań dyplomatycznych Niderlandów, rząd izraelski zezwolił na eksport niektórych płodów rolnych ze Strefy Gazy. Gazańscy rolnicy od tamtego czasu eksportują na rynek europejski m.in. truskawki, pieprz, goździki i pomidory. Wszystkie towary przechodzą izraelską kontrolę celną.

### Przejścia graniczne
Przejście w Rafah, jedyne łączące Gazę z Egiptem, zostało zamknięte w 2013 roku w wyniku tzw. masakry w Kairze. Otwarto je ponownie w 2018 roku. Od tamtego czasu jest otwarte pięć dni w tygodniu, od niedzieli do czwartku. Przejście to jest często zamykane, przed atakiem Hamasu na Izrael 7 października 2023 było w 2023 roku otwarte przez 138 dni, a zamknięte przez 74. Po ataku przejście zostało zamknięte przez Egipt na kilka tygodni, a następnie otwarte tylko częściowo celem przepuszczenia niewielkiej liczby ciężarówek z pomocą humanitarną oraz kilkutysięcznej grupy osób.
Przejście w Erez działa nieustająco. Ilość przyznawanych pozwoleń na przejście z i do Gazy jest uzależniona od ustalonych przez rząd izraelski kryteriów, aktualizowanych w zależności od postrzeganego poziomu agresji Hamasu.

### Przemyt

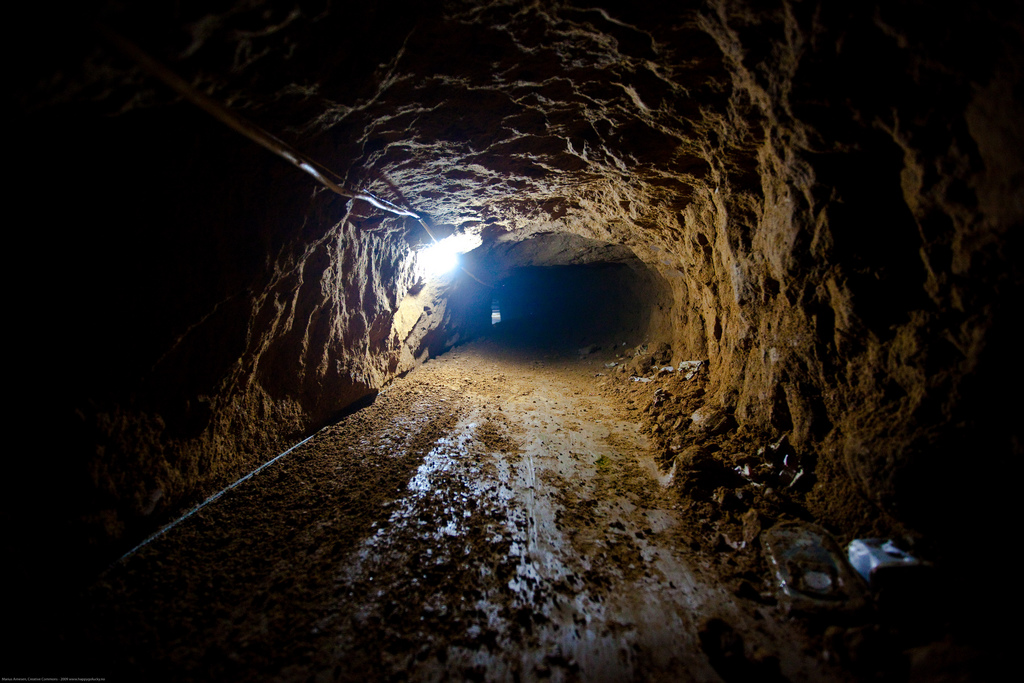
Tunel służący do przemytu towarów i ludzi pod przejściem granicznym w Rafah w 2009 roku

Większość tuneli podziemnych, służących przemytowi towarów, broni i ludzi, znajduje się pod granicą gazańsko-egipską. W wyniku blokady, nielegalne przejścia stały się ważnym elementem gospodarki Gazy. Są nimi dostarczane: leki, jedzenie, ubrania, papierosy, alkohol, części motoryzacyjne, lecz także broń dla bojowników Hamasu. Samochody, pocięte na cztery części, są czasami przenoszone przez tunel i ponownie spawane w Gazie.
Władze izraelskie niszczą tunele przemytnicze bombardując je z powietrza, a Egipt pompuje w przejścia wodę lub toksyczne substancje, albo detonuje z ładunkami odpalanymi z powierzchni.
Wojsko izraelskie zniszczyło większość tuneli z wyjściami na terenie Izraela w trakcie wojny o Gazę w 2008 i 2009 roku. Natomiast władze egipskie zarządziły burzenie tuneli po zamachu stanu w Egipcie w 2013 roku.
Władze egipskie konstruują na granicy ze Strefą Gazy mur, którego podziemna część wchodzi 18 metrów pod poziom gruntu. Ponadto, w 2014 roku w rejonie miasta Rafah, po stronie egipskiej, wyburzono domy w szerokiej na pięć kilometrów strefie buforowej. Wiązało się to z przesiedleniem zamieszkujących te tereny Beduinów.

## Wpływ blokady na Gazę
Potencjalna utrata PKB w Strefie Gazy wskutek blokady jest szacowana na 50% od 2007 roku.
W maju 2015 roku Bank Światowy szacował, że 40% ludności Strefy Gazy żyje w biedzie, pomimo że 80% mieszkańców otrzymuje wsparcie humanitarne. W tym samym raporcie można przeczytać, że od 2007 roku rynek eksportowy Strefy Gazy skurczył się prawie do zera, co „musi być rozwiązane poprzez zezwolenie na większy import materiałów budowlanych” przy jednoczesnym poszanowaniu kwestii bezpieczeństwa w regionie.

## Reakcje społeczności międzynarodowej
Blokada Strefy Gazy została skrytykowana m.in. przez byłego Sekretarza Generalnego ONZ Ban Ki-moona oraz Radę Praw Człowieka ONZ.
Międzynarodowy Komitet Czerwonego Krzyża uznaje blokadę Strefy Gazy za formę odpowiedzialności zbiorowej, zakazanej na mocy konwencji genewskich. W 2010 roku Komitet wezwał do zniesienia blokady.
Analiza prawna powstała na Uniwersytecie Kalifornijskim definiuje blokadę jako działanie wojenne mające na celu osłabienie logistyczne przeciwnika. Autorzy twierdzą, że blokada Gazy jest w pełni zgodna z tą definicją, wobec czego ograniczanie ruchu ludności cywilnej Strefy Gazy jest wykroczeniem w rozumieniu prawa międzynarodowego.

### Izrael
Władze izraelskie utrzymują, że od wycofania swoich wojsk w 2005 roku nie okupują Strefy Gazy. W lutym 2005 roku Kneset uchwalił, bez konsultacji ze stroną palestyńską, ustawę o zmniejszeniu zaangażowania w Gazie.

### Egipt
Władze egipskie utrzymują relacje dyplomatyczne z Izraelem od podpisania porozumienia w Camp David. Przedstawiciele argumentują swoje stanowisko wobec blokady Strefy Gazy koniecznością zachowania bezpieczeństwa półwyspu Synaj, turystycznego regionu Egiptu.

### Organizacja Narodów Zjednoczonych
24 stycznia 2008 roku Rada Praw Człowieka ONZ wezwała do zniesienia blokady Strefy Gazy. Podsekretarz Generalny ds. praw człowieka John Holmes w wypowiedzi przyrównał blokadę do formy odpowiedzialności zbiorowej.
W marcu 2010 roku, Sekretarz Generalny ONZ Ban ki-moon powiedział, że blokada Gazy powoduje „nieakceptowalne cierpienie”, i że rodziny gazańskie żyją w „nieakceptowalnych warunkach”.

### Stany Zjednoczone
Stany Zjednoczone oficjalnie wspierają blokadę. Mimo to, za prezydentury Baracka Obamy, rząd amerykański podjął kroki dyplomatyczne w celu poluzowania obostrzeń ruchu ludzi i towarów z i do Gazy. W lutym 2010 roku sekretarz stanu Hillary Clinton spotkała się z izraelskim ministrem obrony Jehudem Barakiem w celu przekonania strony izraelskiej do zmniejszenia intensywności blokady.

### Unia Europejska
W maju 2011 roku, komisarz UE ds. pomocy humanitarnej Kristalina Georgiewa, wezwała w imieniu Unii Europejskiej do „natychmiastowego, długoterminowego i bezwarunkowego otwarcia przejść granicznych w celu przepływu pomocy humanitarnej, dóbr towarowych i ludzi”.